# ミッドナイト・スペシャル (旅客列車)
ミッドナイト・スペシャル(Midnight Special)は、ガルフ・モービル・オハイオ鉄道(Gulf, Mobile and Ohio Railroad)が運行した旅客列車。

## 概要
ミッドナイト・スペシャル(Midnight Special)は、シカゴ・アルトン鉄道(Chicago and Alton Railroad)と、その後身のガルフ・モービル・オハイオ鉄道(Gulf, Mobile and Ohio Railroad)がイリノイ州シカゴ(Chicago, Illinois)とミズーリ州セントルイス(St.Louis, Missouri)の間に運行した夜行列車。
全米鉄道旅客輸送公社・アムトラック(National Railroad Passenger Corporation)の発足により1971年4月30日に運行停止となった。

### 1955年5月10日の編成（シカゴ発セントルイス行き・シカゴ出発時）
| 使用車両  | 車両愛称・形式      | 車種                                                                       |
| --------- | ------------------- | -------------------------------------------------------------------------- |
| GM＆O103A | F7Aディーゼル機関車 | ディーゼル機関車                                                           |
| GM＆O102B | F7Aディーゼル機関車 | ディーゼル機関車                                                           |
| GM＆O402  |                     | バゲージ（荷物車）                                                         |
| GM＆O40   |                     | 郵便車                                                                     |
| GM＆O44   |                     | 郵便車                                                                     |
| GM＆O407  |                     | バゲージ（荷物車）                                                         |
| MP2027    |                     | （郵便車\|ストレージ・メール）                                             |
| GM＆O2591 |                     | バゲージ・コーチ（荷物・座席車）                                           |
| GM＆O327  |                     | コーチ（座席車）                                                           |
| GM＆O210  |                     | コーチ（座席車）                                                           |
| GM＆O     | CULVER WHITE        | 寝台車（4セクション・8ルーメツト・1コンパートメント・3ダブルベッドルーム） |
| GM＆O     | MORRIS MANSION      | 寝台車（13ダブルベッドルーム）                                             |
| GM＆O     | LAKE MELVILLE       | 寝台車（10セクション・1ダブルベッドルーム・2コンパートメント）             |
| GM＆O     | EAST LEXINGTON      | 寝台車（12セクション・1ドロゥイングルーム）                                |

## その他
- クリーデンス・クリアウォーター・リバイバル(Creedence Clearwater Revival)が、カバーした「ミッドナイト・スペシャル」(Midnight Special (song))は同列車ではなく、古い刑務所の言い伝えを題材としている。
- アメリカ南部に路線を有したガルフ・モービル・オハイオ鉄道(Gulf, Mobile and Ohio Railroad)の列車は映画・夜の大捜査線(In the Heat of the Night)にも登場する。映画はアメリカ南部の小さな駅に夜行列車からひとりの黒人（シドニー・ポワティエ）が降り立ったところからスタートする。